# فلات مکزیک
فلات مکزیک (اسپانیایی: Altiplanicie Mexicana‎) یا فلات مرکزی مکزیک یک فلات پهناور با اقلیم خشک و نیمه‌خشک است که بخش زیادی از شمال و مرکز مکزیک را دربر گرفته‌است. این فلات با میانگین ارتفاع ۱٬۸۲۵ متر بالاتر از سطح دریا، از مرز ایالات متحده آمریکا–مکزیک در شمال تا کمربند آتشفشانی سراسری مکزیک در جنوب گسترده شده و از غرب و شرق به‌ترتیب با سیرا مادره باختری و سیرا مادره خاوری محدود شده‌است.
یک رشته‌کوه کم‌ارتفاع با راستای شرقی-غربی در ایالت ساکاتکاس، فلات مکزیک را به دو بخش شمالی و جنوبی تقسیم می‌کند. این دو بخش به نام‌های فلات شمالی (Mesa del Norte) و فلات مرکزی (Mesa Central) نامیده می‌شوند و امروزه توسط جغرافی‌دانان به‌عنوان بخش‌هایی از یک فلات در نظر گرفته می‌شوند.
بخش عمده فلات مرکزی با علفزارها و درختچه‌زارهای مناطق خشک بیابانی پوشیده شده و جنگل‌های بلوط نیز رشته‌کوه‌های اطراف آن را پوشش می‌دهد.
در جغرافیای گیاهی، بیابان سونورا در ایالت گیاهی سونورا در منطقه مادرین در جنوب‌غربی آمریکای شمالی قرار دارد که بخشی از قلمرو همه‌شمالگان در شمال نیم‌کره غربی به‌شمار می‌رود.
از آنجا که فلات مکزیک از شمال به جنوب کشیده شده، بخش جنوبی کمان شرقی-غربی فلات مرکزی مکزیک از ایالت خالیسکو تا ایالت وراکروز، از گذشته تا امروز به عنوان کانون پیوند جمعیتی ملت مکزیک عمل کرده‌است. این منطقه محل استقرار بزرگ‌ترین مناطق شهری گوادالاخارا، خالیسکو، لئون، گوآناخوآتو، کرتارو سیتی، مورلیا، میچوآکان، مکزیکوسیتی، تولوکا، کورناواک و پوئبلا است.